# Slovensko narodno buđenje
Slovensko narodno buđenje (slov. Slovensko narodno prebujanje) naziv je za postupno spoznavanje vlastite nacionalne svijesti u slovenskome narodu, koje je počelo u drugoj polovici 18. stoljeća, a svoj vrhunac doživjelo sredinom 19. stoljeća.

## Počeci
U 18. stoljeću teško je govoriti o nazivu „slovenski narod“ jer je slovensko područje bilo podijeljeno na različite pokrajine unutar Habsburške Monarhije, koje međusobno nisu bile povezane. Tako su Slovenci živjeli u Kranjskoj, Štajerskoj, Koruškoj, Goriškoj, Prekmurju i Istri i obično su nosili svoje regionalne nazive.
Temelj narodnoga buđenja označio je augustinski redovnik Marko Pohlin koji je 1768. „iz ljubavi prema domovini“ na njemačkom objavio djelo „Kranjska gramatika“ u kojem odbacuje njemački, svjestan opasnosti germanizacije, te naglašava važnost slovenskoga jezika i zahtijeva njegovo uvođenje u škole i na sva kulturna područja.
Od toga se razdoblja razvijaju dva preporodna kruga: Pohlinov i Zoisov.

## Preporodne ideje
Kao i ostali narodi pa tako i Slovenci težili su putem jezika ostvariti svoj kulturni, gospodarski i politički razvoj. Početkom 19. stoljeća ne postoji zajednički naziv za Slovenca i Slovence, već se njihova pripadnost određivala prema njihovim pokrajinskim imenima. Kao i kod Hrvata postojala je i razdvojenost stanovništva koji su govorili različitim narječjima. Taj problem pokušao je riješiti slovenski jezikoslovac Jernej Kopitar, koji je tiskao prvu gramatiku slovenskog jezika koja je bila tiskana na njemačkom jeziku. Kao osnovu književnog jezika uzeo je narječje naroda u Kranjskoj, Koruškoj i Štajerskoj te je time stvorio temelje povezivanja puka slovenskog. Prvi značajni pojedinac koji je pridonio buđenju nacionalne svijesti kod Slovenaca bio je pisac i književnik France Prešern koji je svoju književnu karijeru postigao u književnom časopisu „Kranjska čbelica“. On je kroz svoje pjesme koje su bile pisane kranjskim narječjem budio svijest o pripadnosti jednome narodu, narodu koji mora početi cijeniti svoju povijest i time postati političkim narodom. Također se zalagao i za prihvaćanje kranjskog narječja kao zajedničkog i jedinstvenog jezika kod svih Slovenaca. Slovenski su krajevi bili pod utjecajem preporodnih težnji iz hrvatskih krajeva. Ideje ilirizma dale pronalaženje mogućnosti otpora germanizaciji i austrijskome pritisku. Tako je i Stanko Vraz sudjelovao u hrvatskom narodnom preporodu. 
Suprotno Prešernu, Stanko Vraz smatrao je da je slovenski narod preslab kako bi se mogao oduprijeti njemačkom pritisku te je stoga isticao potrebu narodnog i jezičnog zbližavanja Hrvata i Slovenaca. Posljedice 1848. godine osjetile su se i u slovenskim zemljama te je zbog toga seljaštvo počelo zahtijevati ukidanje feudalizma i feudalnih obveza te vlastito vlasništvo nad zemljom koju obrađuje. Poslije čestih sukoba i pobuna seljaka i feudalaca, bečki je parlament donio odluku da se ukine kmetstvo odnosno feudalizam ali jednu trećinu feudalnih obveza morali su sami otkupiti. Jačanje narodnog preporoda među slovenskim krajevima uslijedilo je pošto su slovenski sveučilištarci i intelektualci u proljeće 1848. godine donijeli nacionalni program Ujedinjena Slovenija te su u tome programu zahtijevali ukidanje dotadašnjih feudalnih pokrajina i ujedinjenje svih Slovenaca. Tako je Ujedinjena Slovenija trebala imati vlastiti sabor i slovenski je jezik trebao postati službenim jezikom. Program Ujedinjene Slovenije počet će živjeti tek mnogo kasnije.

## Pohlinov krug
Iz ovoga kruga okupljenoga oko Marka Pohlina izašao je niz značajnih djela, kao što je Pohlinov trojezični slovensko-njemačko-latinski rječnik „Tu malu besedišče treh jezikov“, koji je nastavio kulturno jačanje slovenskoga jezika. Pohlin i Feliks Anton Dev objavili su trodjelni zbornik pjesama „Pisanice od lepih umetnosti“, a u njemu su bjavljene i pjesme Valentina Vodnika koji će postati najznačajniji sljedbenik ovoga kruga, premda će kasnije na njega utjecati i Zoisov krug. Pohlin se bavio prosvjetiteljstvom i na području matematike i poljoprivrede.
Na temelju Pohlinova rječnika Ožbalt Gutsman izdao je njemačko-slovenski i slovensko-njemački rječnik, te na njemačkom napisanu gramatiku za potrebe školstva u Koruškoj. Gramatičarsku tradiciju nastavio je Mihael Zagajšek, a posebice Jernej Kopitar koji je objavio „Gramatiku slovenskoga jezika u Kranjskoj, Koruškoj i Štajerskoj“ (1808.).

## Zoisov krug
Ovaj je preporodni krug dobio ime po barunu Žigi Zoisu koji je postao zaštitnik cijelog niza kranjskih intelektualaca, bez obzira na narodnost ili stvaralačko područje. Tako su u ovom krugu djelovali učitelji Blaž Kumerdej i Janez Nepomuk Edling, prirodoslovci Baltazar Hacquet i Janez Anton Scopoli, književnici Anton Tomaž Linhart i Valentin Vodnik, arhitekt Gabrijel Gruber, te jezikoslovci i prevoditelji Jurij Japelj i Jernej Kopitar.
Pod Zoisovim pokroviteljstvom Vodnik je izdavao slovenske novine Lublanske novice, mnogo priručnika, razne kuharice i sl.

## Duhovna književnost
U 18. stoljeću veliku je važnost imalo crkveno djelovanje. Tako je Jurij Japelj preveo Veliki katekizam, a 1780-ih je izdao novi katolički prijevod Novoga zavjeta. Zapaženo je djelovanje i protestantskih pisaca, čije je djelo spriječilo mađarizaciju Prekmurja.

## Ilirski pokret
Francuska revolucija i Napoleonski ratovi, ako i stvaranje francuskih Ilirskih pokrajina dali su osobiti zamah nacionalnoj svijesti i slobodarskim idejama.
Ilirski pokret je i među slovenskim intelektualcima imao svoje pobornike, a najznačajniji bio je Stanko Vraz. Ipak, već 1830-ih i 1840-ih većina je slovenskih kulturnih djelatnika odbacila ideologiju zajedničkoga jezika i naroda s ostalim južnim Slavenima, uvjereni u posebnost slovenskoga identiteta utemeljenoga na jezičnoj različitosti i književnoj tradiciji iz doba djelovanja slovenskih reformatora 16. stoljeća. U tome se osobito istakao France Prešeren koji je dokazivao da je slovenski jezik primjeren i visokoj kulturi, protiveći se Vrazovu mišljenju da bi trebalo prihvatiti „ilirski jezik“ za visoku kulturu, a slovenski za svakodnevnu uporabu. I tadašnja je slavistika (Jernej Kopitar, Pavel Jozef Šafárik) prihvatila posebnost slovenskoga jezika.

## „Sjedinjena Slovenija“
„Sjedinjena Slovenija“ postao je zajednički programa svih Slovenaca u vrijeme Revolucija 1848. – 1849., a zahtijevao je sjedinjenje svih zemalja u kojima su živjeli Slovenci. Na toj će se platformi naći sve slovenske kulturne i političke snage, pa će 1860-ih godina na snazi biti tzv. „slogaštvo“, a program Sjedinjene Slovenije ostat će glavna nit svega slovenskoga političkoga djelovanja do kraja postojanja Habsburške Monarhije, premda u različitosti političkih opcija (posebice od 1880-ih godina).

## Vanjske poveznice
- O narodnim pokretima u bazi „Svarog“  Arhivirana inačica izvorne stranice od 3. rujna 2007. (Wayback Machine)